# Каладиум
Каладиум (лат. Caladium) — род тропических травянистых растений семейства Ароидные (Araceae). Род включает около 15 видов, встречающихся в тропической Америке. Растения образуют густой тропический подлесок. Используются в сельском хозяйстве для получения крахмала, наиболее часто — в декоративном садоводстве ради крупных ярко-окрашенных листовых лопастей разных цветов.
Все части растения ядовиты, являются сильным раздражителем слизистой и кожи.

## Название
Каладиум не стоит путать с тропической травой кладиумом (Cladium) из семейства Осоковые.

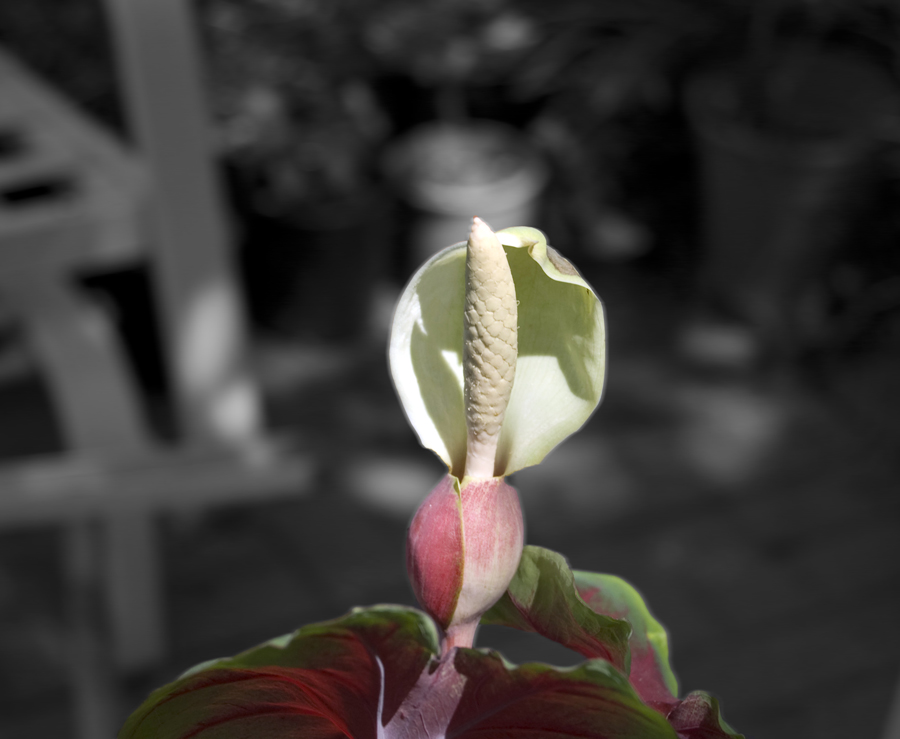
Соцветие с покрывалом (кроющим листом) каладиума двухцветного.

## Описание
Встречаются в тропической Америке (Бразилия, Флорида), образуют густой тропический подлесок. Представляют собой сочные многолетние травы с крупными стреловидными листьями, по форме напоминающим карточную масть червы. Из-за формы листьев каладиумы получили в просторечье название слоновые уши, Христово сердце, ангельские крылья. В исконном ареале листовые лопасти каладиума достигают 30-50 сантиметров в ширину. Цветы — однополые, без околоцветника, собраны в початки как у арума. У основания метёлки цветки пестичные, далее — тычиночные, над ними — стерильная часть початка. Сам початок окружен белым покрывалом. Плод — метёлка с ягодами. Один из видов — каладиум съедобный (Caladium esculentum), разводится в Южной Америке ради корневищ богатых крахмалом. Некоторые внешне декоративные виды (С. bicolor, С. marmoratum, С. picturatum и др.) были одомашнены, привезены в РФ и СНГ, и в условиях искусственного отбора дали начало многим садовым, оранжерейным и комнатным сортам, которые различаются по форме и окраске листьев (красные, розовые, пурпурные, белые, смешанные). Каладиумы широко используются в оформлении приусадебных участках и клумбах на юге США. Растения влаголюбивы и теплолюбивы. На зиму выкапываются и хранятся при температуре +13+16 °C. Предпочитают рассеянный свет и полутень. Сок всех частей растения ядовит и может вызывать аллергию.

## Виды
По данным сайта The Plant List
- Caladium andreanum Bogner
- Caladium bicolor (Aiton) Vent. — Каладиум двухцветный (синонимы Caladium marmoratum (мраморный), Caladium picturatum (цветной), Caladium hortulanum)
- Caladium coerulescens G.S.Bunting
- Caladium humboldtii (Raf.) Schott — Каладиум Гумбольдта
- Caladium lindenii (André) Madison
- Caladium macrotites Schott
- Caladium picturatum K.Koch & C.D.Bouché
- Caladium schomburgkii Schott — Каладиум шомбургский
- Caladium smaragdinum K.Koch & C.D.Bouché
- Caladium steyermarkii G.S.Bunting
- Caladium ternatum Madison
- Caladium tuberosum (S.Moore) Bogner & Mayo